# Mark St. John
Mark St. John bio je američki gitarist, najpoznatiji po radu u rock grupi Kiss.